# Otton Mieczysław Żukowski
Otton Mieczysław Żukowski, né en 1867 à Belz, aujourd’hui en Ukraine, et mort en 1931 à Lvov, est un compositeur polonais.

## Discographie
- Opera Omnia Religiosa 1 (Acte Préalable)
- Opera Omnia Religiosa 2 (Acte Préalable)
- Opera Omnia Religiosa 3 (Acte Préalable)